# Amblycheila schwarzi
Amblycheila schwarzi es una especie de escarabajo del género Amblycheila, categorizada en la tribu Amblycheilini, de la familia Cicindelidae. Fue descrita por W.Horn en 1904.
Se distribuye por América del Norte: Estados Unidos. Fue publicada en Ueber die Cicindeliden-Sammlungen von Paris und London. -. Deutsche Entomologische Zeitschrift, 1904 (1): 81-99. (1904.